# Саванный канюк
Саванный канюк (лат. Buteogallus meridionalis) — большая хищная птица семейства ястребиных, обитающая в открытых саваннах и болотистых краях. Распространена от Панамы и Тринидада на юг до Боливии, Уругвая и центральной Аргентины.

## Описание

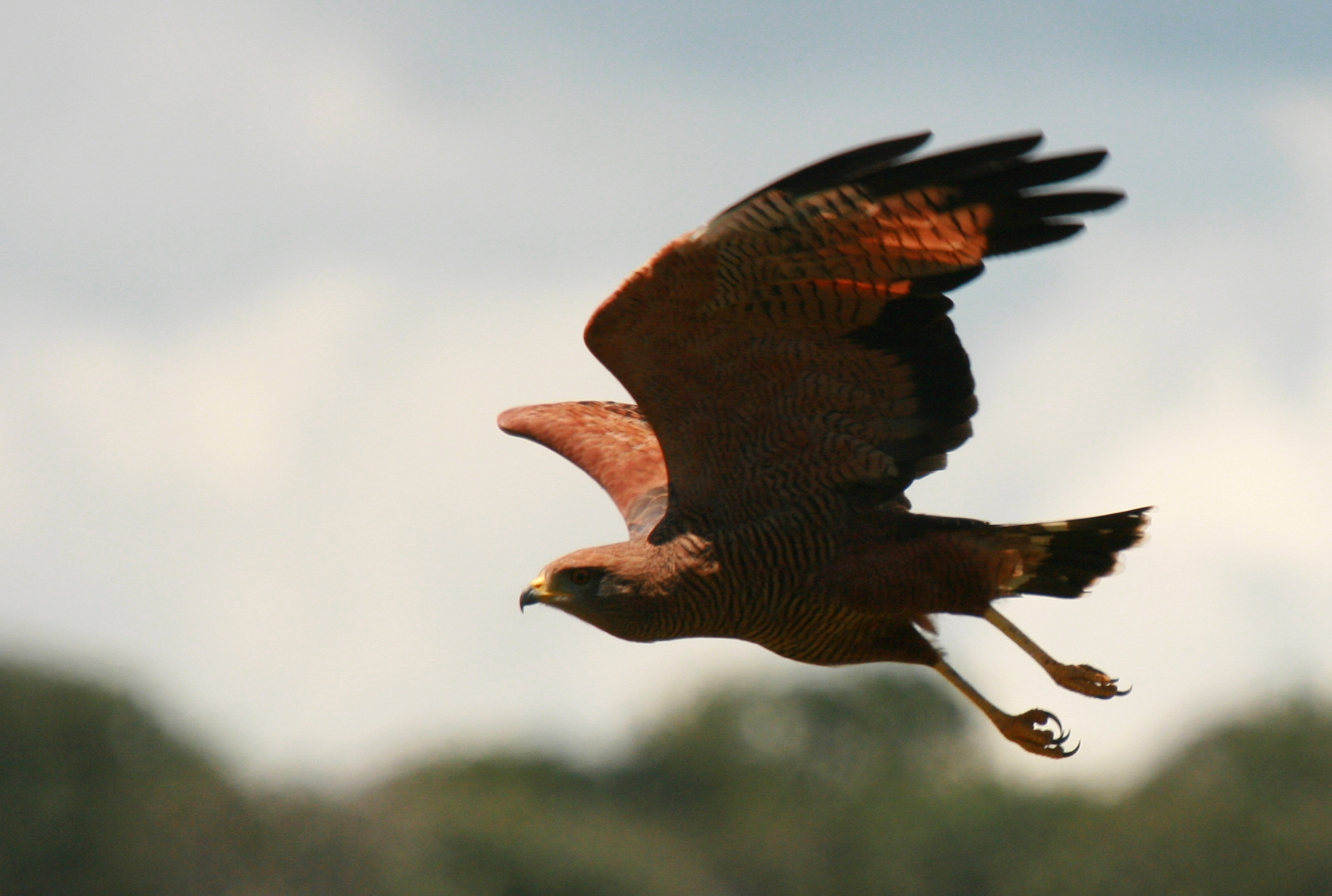
Полёт канюка в Гояс, Бразилия

Размер саванного канюка составляет 46—61 см, а масса 845 г. Взрослая особь имеет рыжеватое тело с серым пятном сверху и тонким чёрным пятном ниже. Полётные перья длинных широких крыльев чёрные, а хвост — чёрно-белый. Ноги жёлтые.
Незрелые птицы похожи на взрослых, но имеют более тёмные, более тусклые верхние части, более бледные нижние части.

## Питание
Саванный канюк питается мелкими млекопитающими, ящерицами, змеями, крабами и крупными насекомыми. Обычно он сидит на открытом высоком месте, с которого нападает на свою добычу.

## Дополнительные источники
- French, Richard. A Guide to the Birds of Trinidad and Tobago (англ.). — 2nd. — Comstock Publishing, 1991. — ISBN 0-8014-9792-2.
- F. Gary Stiles; Alexander Frank Skutch. A guide to the birds of Costa Rica (неопр.). — Comstock Publishing, 1989. — ISBN 0-8014-9600-4.